# Ajith Kumara Herath
Ajith Kumara Herath Mudiyanselage (* 1. Juli 1985 in Kalubowila) ist ein ehemaliger sri-lankischer Fußballspieler. 

## Karriere

### Vereine
Die einzigen bekannten heimischen Vereine des Torhüters waren zwischen 2009 und 2011 der Drittligist Navy SC Colombo sowie Don Bosco SC in der Dialog Champions League.

### Nationalmannschaft
2009 absolvierte Kumara Herath acht Länderspiele für die sri-lankische A-Nationalmannschaft, darunter zwei Partien während der Südasienmeisterschaft in Indien.